# Pa'l Norte 2016
Pa'l Norte 2016 fue la quinta edición del festival, se llevó a cabo en el Parque Fundidora de la ciudad de Monterrey los días 15 y 16 de abril.

## Desarrollo
La preventa fue anunciada el 20 de noviembre de 2015, dando inicio tres días después a través de Ticketmaster. Los precios por abono fueron $1000 para el general y $1990 para el VIP. 
Contó con 6 escenarios: Tecate, Indio, Ascendente, Sorpresa, Pilo’s Bar y se agregó un nuevo escenario de música electrónica llamado “Club Social”.
El festival congregó a 134 000 personas en ambos días; con el mayor aforo el sábado contando con cerca de 75 000 asistentes, siendo la edición más vendida hasta ese entonces.

## Line up
El cartel oficial se dio a conocer el 17 de diciembre de 2015, contando con la participación de 50 Cent, Caifanes, Enrique Bunbury, J Balvin, Los Auténticos Decadentes, Los Fabulosos Cadillacs, Robin Schulz y Two Door Cinema Club como principales atracciones.
Los horarios fueron anunciados 4 de abril, sin bajas reportadas del line up original. 

### Tecate
| Viernes                                                                          | Sábado |
| -------------------------------------------------------------------------------- | --- |
| - Los Fabulosos Cadillacs - Plastilina Mosh - Rock en tu Idioma - Dorian - Clubz | - J Balvin - Two Door Cinema Club - León Larregui - Felix Jaehn - Sussie 4 - Siddhartha - Clemente Castillo - Indios - Moonlander |

### Indio
| Viernes                                                                                              | Sábado |
| --- | --- |
| - 50 Cent - Enrique Bunbury - Natalia Lafourcade - Hello Seahorse! - Rey Pila - Play & Movil Project | - Los Auténticos Decadentes - Caifanes - Robin Schulz - Carla Morrison - Mœnia - Los Pericos - Jenny & the Mexicats - Finde - Little Jesus |

### Sorpresa[6]
| Viernes                     | Sábado               |
| --------------------------- | -------------------- |
| - Baha Men - Caballo Dorado | - Magneto - Lou Bega |

### Carpa Ascendente
| Viernes | Sábado |
| --- | --- |
| - Gustavo Cordera - Marky Ramone - Los Concorde - Alfonso André - Pato Machete - Quiero Club - Pedrina y Río - Zeus vs Atlas - Juan Castelazo | - Naughty by Nature - The Original Wailers - Dharius - Porter - Delorentos - Dënver - Timothy Brownie - Technicolor Fabrics - Camilo Séptimo - Tercera Edición |

### Club Social
| Viernes | Sábado |
| --- | --- |
| - Noizekid - Tez Cadey - Robokid - Yung Wall Street - French Horn Rebellion - Los Vagabonds - Luis Vargas - Sergio Rojas - Billion Dollars - Nopality | - Superstudio - Shawn Wasabi - Madeaux - Melvv - Dj Shiftee - That's Nice - Omar vs Gino - Jamz - Los García - Clothes Off |

### Pilo’s Bar
| Viernes                                                     | Sábado                                                                  |
| ----------------------------------------------------------- | ----------------------------------------------------------------------- |
| - Fara Fara - Fara Fara - Fara Fara - Fara Fara - Fara Fara | - Fara Fara - Fara Fara - Fara Fara - Fara Fara - Fara Fara - Fara Fara |